# Messier 72
Messier 72 (M72 ili NGC 6981) je kuglasti skup u zviježđu Vodenjaka. Jedan je od najtamnijih i najmanjih kuglastih skupova u Messierovom katalogu. Skup je otkrio Pierre Méchain 1780 godine.

## Svojstva
M72 je jedan od najudaljenijih kuglastih skupova u Messierovom katalogu. Nalazi se 53.000 ly, znatno dalje od središta Mliječne staze. Prividan sjaj skupa je + 9,4 ali zbog velike udaljenosti, njegov stvaran sjaj je znatno veći. M72 ima prividan promjer na nebu od 7' što odgovara linearnom promjeru od 108 ly. Skup nam se približava brzinom od 225 km/s.
M72 nije veoma koncentriran, pripada u tip IX kuglastih skupova. Skup sadrži 42 promjenjive zvijezde koje većinom pripadaju tipu RR Lyrae. Najsjajnije zvijezde u skupu imaju prividan sjaj od + 14,2 magnitude, dok je prosječna magnituda 25 najsjajnijih zvijezda 15,86. Vodoravna grana skupa ima sjaj od + 16,9 magnituda.

## Amaterska promatranja
M72 se može uočiti u većem dvogledu ili 80 mm teleskopu. Teleskop od 100 mm pokazat će ovalni magličast oblak od 2' u promjeru. U 200 mm teleskopu može se vidjeti kao mrlja od 3' u promjeru bez granulacije.